# Кајндер (Луизијана)
Кајндер (енгл. Kinder) град је у америчкој савезној држави Луизијана.

## Демографија
По попису из 2010. године број становника је 2.477, што је 329 (15,3%) становника више него 2000. године.
| Група             | 2000.         | 2010.         |
| Белци             | 1.568 (73,0%) | 1.722 (69,5%) |
| Афроамериканци    | 479 (22,3%)   | 571 (23,1%)   |
| Азијати           | 23 (1,1%)     | 33 (1,3%)     |
| Хиспаноамериканци | 22 (1,0%)     | 48 (1,9%)     |
| Укупно            | 2.148         | 2.477         |